# Senez
Senez – miejscowość i gmina we Francji, w regionie Prowansja-Alpy-Lazurowe Wybrzeże, w departamencie Alpy Górnej Prowansji.

## Demografia
Według danych na rok 1990 gminę zamieszkiwało 121 osób, a gęstość zaludnienia wynosiła 2 osoby/km². W styczniu 2015 r. Senez zamieszkiwało 165 osób, przy gęstości zaludnienia wynoszącej 2,7 osób/km².